# المبعوث (فلم 2009)
المبعوث (بالإنجليزية: The Messenger) فيلم دراما أمريكي صدر في عام 2009، من بطولة بن فوستر، وودي هارلسون، سامانثا مورتن، جينا مالون وستيف بوشيمي. العرض الأول للفيلم كان في مهرجان صاندانس السينمائي 2009، وفاز بجائزة الدب الفضي لأفضل سيناريو في مهرجان برلين السينمائي الدولي 2009. حصل الفيلم أيضا على 4 ترشيحات لجوائز الروح المستقلة وفاز بواحدة، ورُشح أيضا لجائزة غولدن غلوب وترشيحين لجائزة الأوسكار.

## القصة
يتحدث الفيلم عن ضابط في الجيش الأمريكي يدعى ويل مونتغومري (بن فوستر) يتم تعيينه لإبلاغ العائلات عن الجنود القتلى، وثم يقع في حب أوليفيا بيترسون (سامانثا مورتن) التي أبلغها بنبأ وفاة زوجها.

## روابط خارجية
- مقالات تستعمل روابط فنية بلا صلة مع ويكي بيانات